# Толмейта
Толмейта или Мадинат-Тильмита (араб. طلميثة‎) — деревня в ливийском муниципалитете Эль-Мардж (Киренаика) в 110 (70) километрах к востоку от Бенгази. Название населённого пункта Толмейта — латинское. Этим словом римляне называли греческий античный город рядом с Толмейтой — Птолемеада. В городе есть музей. Ещё Толмейта известна тем, что в 1964 году в ней проходил первый съезд «организации офицеров юнионистов-социалистов», руководителем которой был ливийский лидер Муаммар Каддафи.